# Lliga catalana de bàsquet femenina 1983-1984
La Lliga catalana de bàsquet femenina 1983-84 fou la tercera edició de la Lliga catalana. Se celebrà des del 17 de setembre fins al 19 d'octubre de 1983 i fou organitzada per la Federació Catalana de Basquetbol.  Hi participaren quatre equips, participants de la Lliga estatal, el Picadero Comansi, vigent campió, el CB Betània.Patmos, l'Hispano Francès i l'ADEPAF. La competició es disputà en format de fase regular a doble volta. Els dos primers classificats de la lligueta disputaren la final, que se celebrà el 19 d'octubre, al Pavelló de Santa Coloma de Gramenet.
Es proclamà campió el Picadero Comansi, que guanyà el seu tercer títol de forma consecutiva. La pivot catalana, Rosa Castillo Araujo, fou la màxima anotadora de la final, amb 20 punts.

## Fase regular

### Competició
| Casa \ Fora       | ADE   | BET   | COM   | HIS   |
| ----------------- | ----- | ----- | ----- | ----- |
| ADEPAF            | —     | 56–63 | 44–67 |       |
| CB Betània-Patmos | 75–54 | —     | 62–75 | 53–60 |
| Picadero Comansi  | 77–21 | 78–59 | —     | 77–46 |
| Hispano Francès   | 62–39 | 58–77 | 51–88 | —     |

### Classificació
| Pos | Equip             | PJ | PG | PE | PP | PF  | PC  | DP   | Pts |
| --- | ----------------- | -- | -- | -- | -- | --- | --- | ---- | --- |
| 1   | Picadero Comansi  | 6  | 6  | 0  | 0  | 462 | 283 | +179 | 12  |
| 2   | CB Betània-Patmos | 6  | 3  | 0  | 3  | 389 | 381 | +8   | 9   |
| 3   | Hispano Francès   | 5  | 1  | 0  | 4  | 277 | 334 | −57  | 6   |
| 4   | ADEPAF            | 5  | 0  | 0  | 5  | 214 | 344 | −130 | 5   |

## Final
| 19 d'octubre de 1983 21:00 CET Informe | Picadero Comansi                   | 83–54 | CB Betània-Patmos | Pavelló Municipal, Santa Coloma de Gramenet Àrbitres: Pizarro i Pérez Sanz |
| 19 d'octubre de 1983 21:00 CET Informe | Resultat per meitats: 45-26, 38-28 |       |                   | Pavelló Municipal, Santa Coloma de Gramenet Àrbitres: Pizarro i Pérez Sanz |
| 19 d'octubre de 1983 21:00 CET Informe | Pts: Castillo 20                   |       | Pts: Fraile 16    | Pavelló Municipal, Santa Coloma de Gramenet Àrbitres: Pizarro i Pérez Sanz |

| Picadero Comansi | CB Cibes-Betània |

| #            | Pos   | Jugadora       | Pts |
| ------------ | ----- | -------------- | --- |
| 4            | P     | Concha Zapata  | 17  |
| 6            | P     | Rosa Castillo  | 20  |
| 7            | A     | Joana Grau     | 16  |
| 8            | E     | Marta Aragall  | 0   |
| 10           | E     | Fina García    | 6   |
| 11           | B     | Anna Junyer    | 12  |
| 13           | P     | Georgina Elias | 12  |
| 14           | P     | Rosa Sánchez   | 0   |
| 15           | B     | María Lluís    | 0   |
| Equip        | Equip | Equip          | 83  |
| Entrenadora  |       |                |     |
| Neus Bartran |       |                |     |

| Campió de la Lliga Catalana 1983-84 |
| ----------------------------------- |
| Picadero Comansi Tercer títol       |

| #                  | Pos   | Jugadora            | Pts |
| ------------------ | ----- | ------------------- | --- |
| 4                  | P     | Clara Jiménez       | 3   |
| 6                  | A     | Montserrat Carreras | N/D |
| 7                  | A     | Maria Teresa Gabasa | 2   |
| 8                  | B     | Francina Pubill     | 6   |
| 9                  | A     | Sílvia Font         | 4   |
| 10                 | E     | Roser Llop          | 6   |
| 11                 | P     | Glòria Pladellorens | N/D |
| 12                 | A     | Carmen Fraile       | 16  |
| 13                 | P     | Lourdes Bonals      | 8   |
| 14                 | A     | Lígia Barragán      | 7   |
| 15                 | A     | Eulàlia Vila        | 2   |
| Equip              | Equip | Equip               | 54  |
| Entrenador         |       |                     |     |
| Joan Maria Gavaldà |       |                     |     |